# Neukirchen vorm Wald
Neukirchen vorm Wald é um município da Alemanha, situado no distrito de Passau, no estado da Baviera. Tem 24,32 km² de área, e sua população em 2019 foi estimada em 2.901 habitantes.